# Pesca artesanal

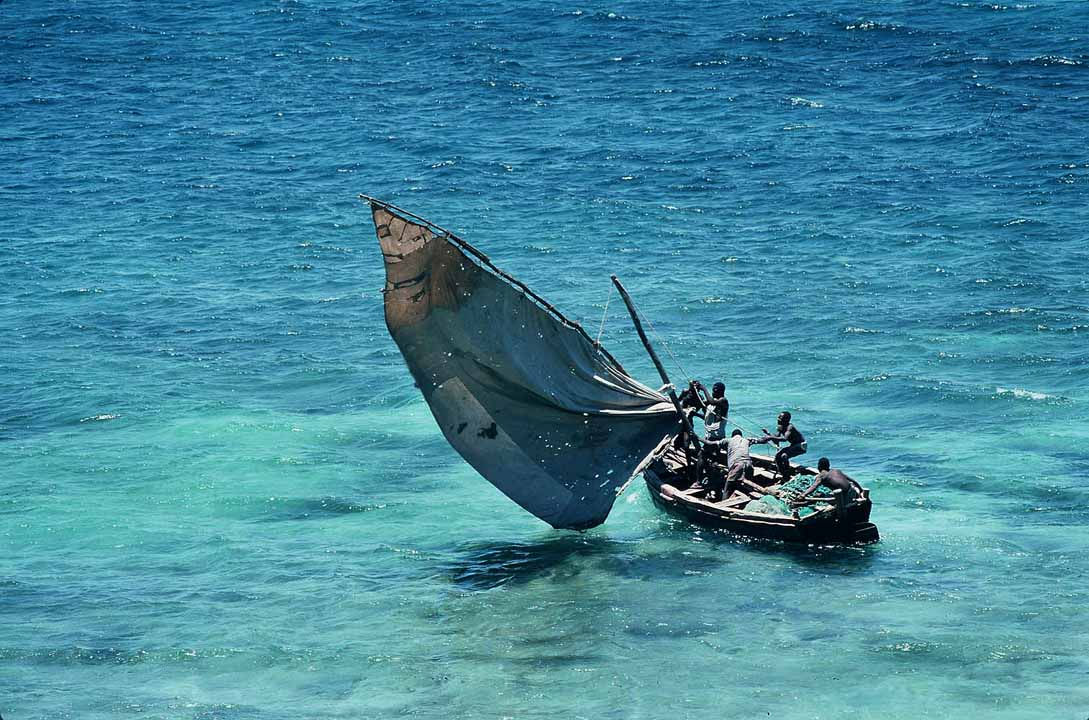
Barco de pesca tradicional de Moçambique.

A pesca artesanal é um tipo de pesca caracterizada principalmente pela mão de obra familiar, com embarcações pequenas, como canoas ou jangadas, ou ainda sem embarcações, como na captura de moluscos perto da costa. Sua área de atuação está nas proximidades da costa e nos rios e lagos. É uma atividade de extração do pescado dos rios usando técnicas simples de pesca e apetrechos artesanais.
Os equipamentos de captura do pescado (ou apetrecho de pesca artesanal) variam de acordo com a espécie a se capturar: rede de cerco, emalhe, arrasto simples, arrasto duplo, tarrafa, linha, gerival, anzol, armadilhas e, outras.
Este tipo de pesca destina-se ao consumo familiar e ao mercado local ou nacional.

## Apetrechos
As técnicas e apetrechos são baseados de experiência históricas, repassadas hereditariamente ou adaptadas conforme a demanda de cada usuário. Os petrechos da pesca artesanal utilizados na região podem ser classificados em:
- técnicas fixas: curral; fuzarca; matapi; muzuá/covo; tapagem, e; zangaria.
- técnicas móveis: arrastão; espinhel/palangre; linha de mão; malhadeira, e; tarrafa.

Os outros apetrechos: guizo; poitamento; timbó; cavalinho; pari; fisga; garateia; arpão; puçá; caniço; cacuri; rabiola; socó; moponga; paneirão.
A maioria destes são confeccionados pelos pescadores da região, usando náilon e anzol ou recursos naturais como cipó titica, tala de jupati ou de miriti. Os apetrechos artesanais são de fácil produção, de fácil uso e, de baixo custo. Os apetrechos mais usados na pesca artesanal são: rede de espera, para captura de peixes de maior valor comercial durante a safra; malhadeira, baixo custo sendo confeccionada pelo pescador; cacuri, baixo custo confeccionado com produtos da floresta, e; matapi, usado na captura do camarão.
Palangre ou espinhel: é um tipo de apetrecho de pesca, ou arte de pesca usando linha constituído por uma linha principal, forte e comprida, de onde dependem várias linhas secundárias curtas em intervalos regulares com um anzol na ponta. A linha principal possui tamanho de aproximadamente 20/30 metros de comprimento e, é É iscado com isca fresca do tipo peixes pequenos ou frutas. É colocado no rio no período da vazante e retirado no período em que está enchendo, na maioria das vezes e colocado nas primeiras horas da manhã e retirado no final da tarde.
Cacuri ou curral de peixe: é um tipo de apetrecho de pesca artesanal (ou armadilha) produzido com recursos da floresta, feito com pequenos galhos de madeira ou talas, fixado no leito ou margem do rio/igarapé com o objetivo de capturar pescado pequeno para subsistência, que ali entram durante a maré alta, ficando presos quando a maré baixa.
Pari ou tapagem: um apetrecho de pesca artesanal similar ao cacuri, produzido com recursos da floresta e com o objetivo de capturar pescado pequeno, mas é uma barreira no caminho do rio, no formato de um gradeado feito de talas de guarumã amarrado com cipós, com o objetivo de barrar a foz dos igarapés e impedir a saída dos peixes.
Matapi: um apetrecho de pesca artesanal no formato de cesto (armadilha) para captura de camarões, que entram ali para serem ficam presos em outro cesto, o viveiro, também confeccionado com as mesmas espécies de talas usadas para a construção do matapi.
Rede de espera: um apetrecho de pesca artesanal grande no formato de malha produzido com fio de náilon, que deixa a água passar fazendo a captura do pescado. É usada na captura de peixes de grande porte, durante a safra;
Malhadeira: m apetrecho de pesca artesanal similar a rede de espera, malha produzido com náilon, a diferença está no tamanho: a malhadeira é menor que a rede de espera;

## Contextos de uso
Em Copacabana existe uma colônia de pescadores artesanais com mais de cem anos de existência.
A pesca artesanal ocorre também nas regiões ribeirinhas amazônidas (comunidades ribeirinhas de pescadores artesanais), onde pescadores utilizam barco e motor conhecido como "rabeta", para iniciar seu "percurso". Os ribeirinhos tiram o sustento famíliar das águas que banham sua região. Os apetrechos mais usados na pesca artesanal na Amazônia são: rede de espera, para captura de peixes de maior valor comercial durante a safra; malhadeira, baixo custo sendo confeccionada pelo pescador; cacuri,  baixo custo confeccionado com produtos da floresta, e; matapi, usado na captura do camarão.